# ثعلب تركماني
الثعلب التركماني (الإسم العلمي:Vulpes vulpes flavescens)، هو نويع يتبع نوع الثعالب الحمراء من جنس الثعلبيات من فصيلة الكلبيات. يستوطن السهول في وسط آسيا والمناطق المجاورة لأفغانستان وإيران.